# 豊似湖
豊似湖（とよにこ）は、北海道（日高振興局管内）幌泉郡えりも町字目黒地内にある湖。日高山脈襟裳十勝国立公園内に位置しており、日高振興局管内で唯一の自然湖である。

## 概要
豊似岳の子峰・観音岳の北東麓、標高260-270mに位置し、周囲は約1km。猿留川源流部の流域内にあるが、直接の流入・流出河川はない内陸湖である。
「豊似湖」の名称の由来については豊似岳を参照。アイヌ語ではカムイトウ（神の沼）と呼ばれていた。地元では湖の形状が馬蹄（馬の蹄）に似ていることから馬蹄湖とも呼ばれる。また、ハート形をしていることからハートレイクとも呼ばれており、石屋製菓のテレビCMでハート形の湖として知られるようになった。
深い樹林帯に囲まれており、湖の周辺にはエゾナキウサギが生息している。襟裳岬に通じる黄金道路（国道336号）から林道伝いに車で接近が可能である。
周辺ではヒグマの出没などもあるが、携帯電話は圏外となっている。また、湖は道有林内に位置しており、町のパンフレットには入口の駐車場で入林届に記入するよう記載されている。

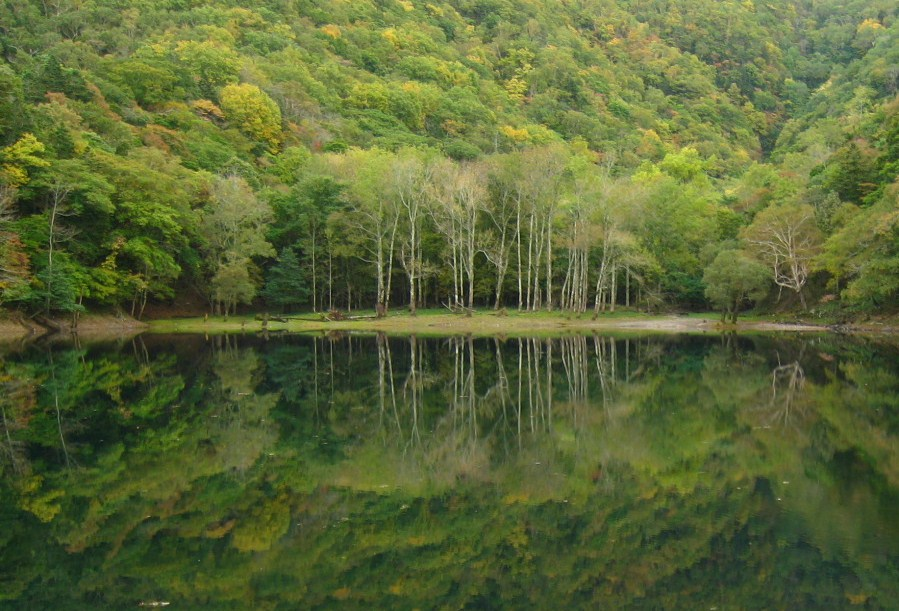
10月の豊似湖